# أنخيل ألفاريز
أنخيل ألفاريز (بالإسبانية: Ángel Álvarez)‏ هو ممثل إسباني، ولد في 26 سبتمبر 1906 بمدريد في إسبانيا، وتوفي بنفس المكان في 13 ديسمبر 1983.

## وصلات خارجية
- أنخيل ألفاريز على موقع IMDb (الإنجليزية)
- أنخيل ألفاريز على موقع IMDb (الإنجليزية)
- أنخيل ألفاريز على موقع ألو سيني (الفرنسية)
- أنخيل ألفاريز على موقع أول موفي (الإنجليزية)
- أنخيل ألفاريز على موقع قاعدة بيانات الأفلام السويدية (السويدية)
- أنخيل ألفاريز على موقع قاعدة بيانات الفيلم (الإنجليزية)
- أنخيل ألفاريز على موقع كينوبويسك (الروسية)